# MBC 1분뉴스
《MBC 1분 뉴스》(MBC 1 MINUTE NEWS (955))는 MBC TV에서 방송되었던 MBC의 단신 속보성 뉴스 프로그램이다.

## 개요
- 주요 뉴스의 속보성으로 신속하게 전하여 휴일에 방송된 MBC의 단신 속보성 뉴스 프로그램이다.
- 방송 상의 명칭은 1분 뉴스정식 타이틀 명인 MBC 1분 뉴스로 부른다.

## 역대 앵커
- 손석희 前 아나운서
- 이윤재 아나운서
- 강재형 아나운서
- 박경추 아나운서

## 관련 프로그램
- MBC 주말뉴스 (MBC TV)
- MBC 뉴스특보 (MBC TV)